# Kecamatan Glagah (distrikt i Indonesien, lat -7,08, long 112,50)
Kecamatan Glagah är ett distrikt i Indonesien.   Det ligger i provinsen Jawa Timur, i den västra delen av landet, 600 km öster om huvudstaden Jakarta.